# Nicholas Fandorin
Nicholas Fandorin je ústřední postava tří románů ruského spisovatele Borise Akunina. Každý z těchto tří románů v sobě kombinuje dva příběhy, z nichž první se odehrává v současnosti a druhý je situován do carského Ruska:
1. Tajemství zlatého tolobasu (Алтын-толобас, 2001, česky Art slovo 2001, ISBN 80-238-8560-X), „historicko-špionážní román“ – odehrává se v roce 1995, paralelní příběh pak v letech 1675–76
2. Внеклассное чтение – 2001, 1795
3. Ф.М. – 2006, 1865
4. Сокол и Ласточка – 2009, 1702

Nicholas Fandorin, pravnuk Erasta Petroviče Fandorina, se narodil kolem roku 1960. Jeho otec, Alexandr Fandorin (1920–1994), se narodil ve Velké Británii, kam jeho matka utekla z Ruska v době občanské války. Nicholas vystudoval historii se zaměřením na Rusko 19. století a v knize Tajemství zlatého tolobasu se na základě tajemného dopisu týkajícího se rodinného dědictví Fandorinů, vydává po stopách svého předka, německého kapitána Kornelia von Dorna do Moskvy.
V druhé knize se Nicholas žení s ženou tatarského původu jménem Altyn Mamaeva. Druhý příběh této knihy zachycuje rod Fandorinů posledních letech vlády Kateřiny Veliké.
Ve třetí knize jde o ztracený rukopis Dostojevského Zločinu a trestu a druhý příběh se odehrává několik let před prvním dobrodružstvím Erasta Petroviče Fandorina – Azazelem.
Čtvrtá kniha pojednává o hledání pirátského pokladu v Karibiku. Hrdinkou paralelního příběhu je Leticia von Dorn.